# Lauroppia denticulata
Lauroppia denticulata är en kvalsterart som först beskrevs av Grishina 1980.  Lauroppia denticulata ingår i släktet Lauroppia och familjen Oppiidae. Inga underarter finns listade i Catalogue of Life.